# ATF: Advanced Tactical Fighter
ATF: Advanced Tactical Fighter, o soltanto ATF nella schermata introduttiva, è un videogioco simulatore di volo pubblicato nel 1988 per Amstrad CPC, Commodore 64 e ZX Spectrum dall'editrice britannica Digital Integration. Si pilota un aereo militare ispirato al programma Advanced Tactical Fighter, condotto all'epoca dall'aeronautica statunitense.
La simulazione è a bassa complessità e ATF si può considerare una via di mezzo tra un simulatore di volo e uno sparatutto, con inoltre una componente strategica.
Fu seguito da ATF II: Advanced Tactical Fighter II, uscito soltanto per i computer a 16 bit.

## Modalità di gioco
Il giocatore prende parte a un'intera guerra contro un nemico imprecisato, sopra lo scenario di un arcipelago, la cui conformazione viene generata casualmente a ogni partita. Solo il livello di difficoltà è impostabile, non ci sono missioni predefinite; la mappa dell'arcipelago mostra le principali forze di entrambi gli schieramenti e a ogni decollo si può viaggiare liberamente per tutto lo scenario, alla ricerca dei vari obiettivi di terra da distruggere e di velivoli nemici. Con l'ATF si deve mantenere il delicato equilibrio tra le forze alleate e quelle nemiche, prestando attenzione ai settori dove il nemico sta per prevalere.
Prima di ogni volo si equipaggia l'ATF scegliendo le quantità di munizioni e di carburante, senza superare il peso massimo. Le armi a disposizione sono doppie mitragliere  per i duelli a distanza ravvicinata, missili ASRAAM guidabili dal giocatore a destra e sinistra finché sono nel raggio visivo, e missili Maverick guidati automaticamente dal computer anche a distanze ben oltre il campo visivo, per distruggere bersagli di terra preselezionati nella banca dati del computer di bordo.
Durante il volo la visuale è tridimensionale in terza persona alle spalle dell'aereo. Il terreno può essere collinare e la sua forma 3D è rappresentata graficamente da una griglia di linee sulla superficie (opzionalmente sostituibile da una vista più naturale, con cespugli e simili).
Il quadro comandi comprende sia pannelli intorno alla visuale principale, sia informazioni in sovraimpressione tipo HUD. A destra della visuale si dispone di un radar a raggio limitato e di una minimappa di tutto lo scenario, che indica solo la posizione dell'ATF e di un obiettivo. La funzione della finestra della minimappa può essere cambiata per mostrare lo stato degli armamenti, lo stato delle apparecchiature di bordo, o la banca dati degli obiettivi conosciuti con le rispettive posizioni relative, utile in particolare per il puntamento dei Maverick. Sotto la visuale compaiono il carburante, un'area messaggi di testo e varie spie. In sovraimpressione ci sono varie altre indicazioni, come tachimetro e altimetro.
Si parte sempre con il decollo da una delle basi alleate, manovra che deve eseguire il giocatore, compreso il ritiro manuale del carrello. Si pilota quindi in modo semplice, muovendo la cloche nelle quattro direzioni e regolando la spinta del motore. Il volo è sempre a bassa quota e l'altitudine si può variare di poco. Una funzione opzionale di autopilota permette di seguire automaticamente il profilo del terreno. Lo scenario è ciclico, ossia raggiungendo un'estremità della mappa si risbuca in quella opposta.
I caccia nemici sopraggiungono da dietro o da davanti e attaccano con mitragliere; i colpi ricevuti danneggiano gradualmente l'ATF, riducendo il funzionamento dei sistemi di bordo. Nel combattimento aereo il poco cambiamento di quota non è rilevante e non si possono fare manovre evasive in su e giù. In caso di missili terra-aria in arrivo si può attivare un sistema jammer.
L'atterraggio presso una vicina base alleata può essere fatto fare in automatico. L'aereo viene riparato e rifornito dopo ogni atterraggio, mentre in caso di sua distruzione si ha una riserva di tre ATF.
All'inizio del gioco e ogni volta che si torna a una base, prima di ripartire si possono esaminare la mappa grande e varie informazioni su come sta andando la guerra da entrambe le parti. I tipi di bersagli che entrambe le fazioni possiedono sono costituiti da basi aeree, forze di terra, forze marittime, impianti di comunicazione (che influenzano le informazioni disponibili) e industrie (che influenzano il rimpiazzo delle forze perdute). I dettagli sui bersagli vengono aggiunti alla banca dati di bordo man mano che si esplora lo scenario e ci si avvicina a loro. Il predominio dei bersagli porterà alla vittoria finale.

## Accoglienza
ATF ricevette a suo tempo numerosi giudizi molto positivi dalla stampa europea, specialmente nella versione ZX Spectrum. Vennero spesso lodate grafica, giocabilità e longevità, mentre il sonoro era ordinario.
Alcune testate particolarmente entusiaste furono ACE che diede voti intorno al 95% a tutte e tre le versioni, Amstrad Action che gli assegnò il titolo di "master game", Sinclair User (ZX Spectrum) che lo valutò 10/10, Videogame & Computer World (Commodore 64) che lo definì "davvero grande".
Nella ristretta minoranza di testate insoddisfatte si possono citare Zzap! (Commodore 64) che ritenne mal riuscita la combinazione di arcade e simulazione e diede un voto complessivo di 60%; Commodore Gazette che trovò il combattimento troppo semplicistico e anche la strategia limitata, dato che in sostanza basta scegliere gli obiettivi nelle zone dove il nemico è più forte; Power Play (Amstrad CPC) che ritenne il gameplay povero e privo di tattiche avanzate.
Alcune riviste paragonarono ATF al più vecchio Combat Lynx, ma aggiornato e migliorato.
Mentre ATF fu nel complesso ben accolto dalla critica, non ebbe però un grande successo di vendite.